# Alexandra Senfft

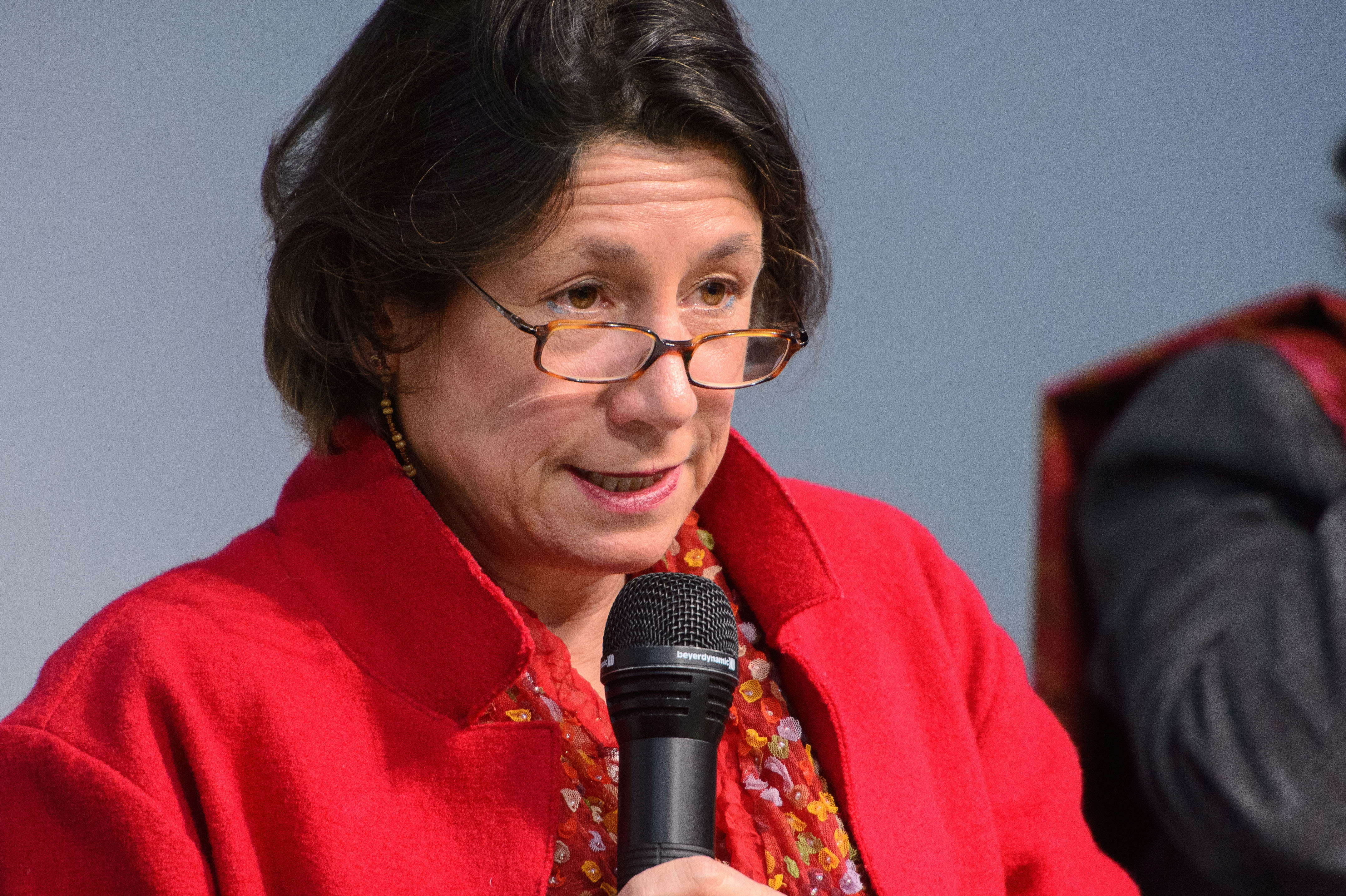
Alexandra Senfft 2013 auf der Konferenz „(No) Spring for Women?“

Alexandra Senfft (* 1961) ist eine deutsche Journalistin und Autorin. Ihre Schwerpunkte sind u. a. die intergenerationellen Folgen des Holocaust, Sinti und Roma sowie der Nahe Osten und Dialoge nach dem Ansatz von Dan Bar-On.

## Leben
Alexandra Senfft ist die Tochter von Heinrich Senfft und seiner ersten Ehefrau Erika, einer Tochter von Hanns Ludin, der 1947 in Bratislava als zum Tode verurteilter Kriegsverbrecher hingerichtet wurde.
Alexandra Senfft erwarb ein englisches Abitur und studierte in Perugia, Paris, Kairo und Amman. Ab 1984 bereiste sie den Nahen Osten und schloss 1987 ihr Studium in Hamburg als Magister artium in Islamwissenschaft, Germanistik und Anglistik ab.
Ende der 1980er Jahre war Senfft zwei Jahre als Nahostreferentin für Bündnis 90/Die Grünen im Deutschen Bundestag tätig und 1990 als Beobachterin für das Hilfswerk der Vereinten Nationen für Palästina-Flüchtlinge im Nahen Osten (UNRWA) im Westjordanland. 1991 erlebte sie als UNRWA-Pressesprecherin im Gazastreifen sowohl die Intifada als auch den Golfkrieg. Auch als freie Mitarbeiterin der Heinrich-Böll-Stiftung zwischen 1992 und 2005 in Israel pflegte Senfft viele Kontakte zu Israelis und Palästinensern aus der Friedensbewegung, zu Menschenrechtlern, Journalisten und Akademikern.
1991 arbeitete Senfft als Redakteurin in der Talkshow »0137« mit Roger Willemsen des Fernsehsenders Premiere sowie 1992 und 1993 als Nachrichtenredakteurin und Reporterin für VOX in Köln. Ferner schrieb sie ab 1991 als freie Journalistin, u. a. für die Süddeutsche Zeitung, Die Zeit, die Frankfurter Rundschau, die Frankfurter Allgemeine Zeitung, die tageszeitung, die Jüdische Allgemeine, Qantara.de, die Blätter für deutsche und internationale Politik und andere Printmedien wie insbesondere der Freitag. Außerdem veröffentlichte Senfft Texte und Bücher über das Leben der Menschen in Nahost und zu Problemen der Vergangenheitsaufarbeitung in deutschen Familien mit NS-Hintergrund, einschließlich ihrer eigenen. Senfft ist die zweite Vorsitzende des Arbeitskreises für Intergenerationelle Folgen des Holocaust (ehem. PAKH), Vorstand im Parents Circle Friends Deutschland e. V.  sowie Beisitzerin im Präsidium der Lagergemeinschaft Dachau. Sie engagiert sich u. a. auch gegen Antiziganismus, Antisemitismus und anti-muslimische Ressentiments.

## Bücher
- Schweigen tut weh: Eine deutsche Familiengeschichte. Claassen-Verlag 2007 bzw. List Taschenbuch 2008. ISBN 978-3-548-60826-6.
- (hrsg. mit John Bunzl) Zwischen Antisemitismus und Islamophobie. Vorurteile und Projektionen in Europa und Nahost. VSA-Verlag 2008. ISBN 978-3-89965-281-9.
- Fremder Feind, so nah: Begegnungen mit Palästinensern und Israelis. edition Körber-Stiftung 2009. ISBN 978-3-89684-075-2.
- Der lange Schatten der Täter: Nachkommen stellen sich ihrer NS-Familiengeschichte. Piper Verlag 2016. ISBN 978-3-492-31213-4.
- mit Romeo Franz: Großonkel Pauls Geigenbogen. Die Familiengeschichte eines preußischen Sinto, Goldmann-Verlag, Random House/Penguin, München, 2024, ISBN 978-3-442-31707-3.

## Auszeichnung
- Deutscher Biographiepreis 2008